# Estoy vivo
Estoy vivo és una sèrie de televisió produïda per Globomedia i estrenada el 7 de setembre de 2017 a La 1 de TVE.
El 20 de desembre de 2017, RTVE confirma la renovació de la sèrie per una segona temporada.
Després de renovar per a un tercera el dia 3 d'abril de 2019, el 6 de febrer de 2020 es renova per a una quarta temporada.

## Argument

### Temporada 1
Andrés Vargas (Roberto Álamo) és un inspector de policia que mor perseguint al Carnisser de Mitjanit (Mon Ceballos), un psicòpata que ja ha matat a cinc dones. Vargas tindrà l'oportunitat de tornar a la vida, però cinc anys més tard i en el cos de Manuel Márquez (Javier Gutiérrez), un altre agent policial. Però no estarà només en el seu retorn al món dels vius, L'Enllaç (Alejo Sauras) serà el seu company en aquestes circumstàncies tan especials. En la seva obstinació per detenir al Carnisser de Mitjanit, Vargas, ara Márquez, tindrà com a companya a Susana (Anna Castillo), la seva filla, que s'ha convertit en una jove policia. Entre ells té lloc una relació molt especial i junts s'enfrontaran a aquest assassí que torna a actuar cinc anys després.

### Temporada 2
En la segona temporada, Márquez, l'Enllaç, Sebas i tota la comissaria s'hauran d'enfrontar a un personatge molt influent i poderós en el sector econòmic, Augusto Mendieta, que aquest guarda un secret que té a veure amb el seu cor, amb l'Edifici Victoria i amb el mateix Enllaç. D'altra banda, Márquez i L'enllaç hauran d'ajudar a una nena petita que està buscant a la seva família i que és de l'època de la guerra civil espanyola. També, es veurà qui és el vencedor de la batalla entre el bé i el mal d'una vegada per sempre.

### Temporada 3
Aquesta temporada comença amb un accident de trànsit que canvia les regles en la vida de la família Vargas. Pel que sembla, tot indica que la propiciante de l'aquest accident és una dona rossa misteriosa que ha arribat a la Terra amb un objectiu clar i que té en el punt de mira a Susana Vargas. Márquez, Sebas i l'Enllaç hauran de descobrir quin és el propòsit veritable d'aquesta dona i detenir-la abans que posi en perill als habitants de Vallecas i de tot el món. D'altra banda, els terrícoles de Vallecas són envaïts per uns éssers d'un altre planeta del qual es desconeix el motiu de la seva arribada i les seves veritables intencions.

## Repartiment

### Primera temporada

#### Principal
- Javier Gutiérrez – Manuel Márquez Novoa
- Anna Castillo – Susana Vargas Bertrán
- Alejo Sauras – Iago Márquez Loureiro / "El Enlace" DH65
- Cristina Plazas – Laura Bertrán Acuña
- Fele Martínez – Óscar Santos García
- Alfonso Bassave – David Aranda Jiménez
- Jesús Castejón – Sebastián "Sebas" Rey Cobos
- Zorión Eguileor – Arturo Vargas
- Lucía Caraballo – Beatriz "Bea" Vargas Bertrán
- Goizalde Núñez – María Fernández

Amb la col·laboració especial de
- Roberto Álamo – Andrés Vargas Soto (Episodis 1 i 5)
- Julia Gutiérrez Caba – Directora de la Pasarela (Episodis 1, 2, 5, 6 i 13)

#### Recurrent
- Mon Ceballos – Javier Carrasco "El Carnicero de Medianoche"
- Patricia Valley – Cristina Plaza Castilla (Episodis 1, 3, 5 - 7 i 9 - 13)
- Ángela Arellano – Patricia "Patri" (Episodis 2 - 13)
- Carolina Lapausa – Gloria Samper (Episodis 2 - 4, 7 - 11 i 13)
- Ester Expósito – Ruth (Episodis 2 - 4, 6 - 9, 12 i 13)
- Sara Jiménez – Estefanía "Fani" Figueroa Llanos (Episodis 2 - 4, 6 - 11 i 13)
- Iván Mendes – Jon (Episodios 2 - 11 i 13)
- Chemi Moreno – Juan Fernando Montero "El Pollo" (Episodis 3, 4, 7 i 9)
- June Velayos – Sandra (Episodis 3, 5, 7, 8, 11 i 12)

#### Invitat
- Berta Mayol (Episodis 1 i 9)
- Lydia Ramírez – Funcionaria de la Pasarela / Enlace DH72 (Episodis 1 i 8)
- Pedro Almagro (Episodi 1 i 4)
- Carlos Wu (Episodi 1)
- Manuel Moya (Episodi 1)
- José Emilio Vera (Episodi 1)
- Fabia Castro (Episodi 1)
- David Rizzo (Episodis 2 i 6)
- Pedro Almagro (Episodi 3)
- Joaquín Pajarón (Episodis 3, 4 i 9)
- Ángela Vega (Episodi 3)
- Silvia Aranda (Episodis 3 i 10)
- Marco Blanquer (Episodis 3, 5 i 11)
- Carles Moreu (Episodis 4, 8 i 12)
- Flavio Rey (Episodis 4 i 12)
- Nelson Dante (Episodi 4)
- Juan Baraza (Episodi 4)
- María Jesús Garrido (Episodis 5 i 6)
- Tina Sainz (Episodi 5)
- Paloma Paso Jardiel (Episodis 5, 6 i 13)
- Mara Ballesteros (Episodis 5 i 6)
- Manuel Serrato (Episodi 6)
- Inma Isla (Episodis 7 i 12)
- Pedro Beitia (Episodi 8)
- Laura Contreras (Episodi 8)
- Sarah Loggia (Episodi 9)
- Lidia Santos (Episodi 9)
- Lula Castellanos (Episodi 10)
- Natalia de Lope (Episodi 10)
- Carmela Lloret (Episodis 11 - 13)
- Natalia Hernández – Beatriz Vargas (adulta) (Episodis 11 - 13)
- Laura Río (Episodi 13)

### Segona temporada

#### Principal
- Javier Gutiérrez – Manuel Márquez Novoa
- Anna Castillo – Susana Vargas Bertrán
- Alejo Sauras – Iago Márquez Loureiro / "El Enlace" DH65 / Santiago Figueroa/Mendieta
- Cristina Plazas – Laura Bertrán Acuña
- Fele Martínez – Óscar Santos García
- Alfonso Bassave – David Aranda Jiménez
- Jesús Castejón – Sebastián "Sebas" Rey Cobos
- Lucía Caraballo – Beatriz "Bea" Vargas Bertrán
- Goizalde Núñez – María Fernández
- Luz Valdenebro – Dolores "Lola" Arribas Muñoz (Episodis 14/1 - 22/9 i 26/13)

Amb la col·laboració especial de
- Ana Marzoa – Marta Alonso Villa (Episodis 14/1 i 17/4)
- Zorión Eguileor – Arturo Vargas (Episodi 26/13)
- Julia Gutiérrez Caba – Directora de la Pasarela (Episodis 14/1, 19/6, 22/9, 23/10 i 25/12 - 26/13)

#### Recurrent
- Artur Busquets – Enrique Palacios / Enrique Mendieta (Episodis 14/1 - 22/9 i 26/13)
- Laura Quirós – Ángela Figueroa Moirón (Episodis 14/1 - 19/6 i 25/12)
- Joaquín Abad – Raúl Sánchez (Episodis 14/1 - 19/6 i 26/13)
- Patricia Valley – Cristina Plaza Castilla (Episodis 14/1 - 17/4 i 19/6 - 25/12)
- Lucía Delgado – Julia Moirón Velasco (Episodis 15/2 - 19/6)
- Chema Adeva – Armando (Episodis 15/2 - 19/6)
- Santi Pons – Augusto Mendieta (Episodis 16/3 - 26/13)
- Ángela Arellano – Patricia "Patri" (Episodis 16/3, 17/4, 19/6 i 25/12)
- Chemi Moreno – Juan Fernando Montero "El Pollo" (Episodis 16/3, 17/4, 23/10 - 26/13)
- Alejandra López – Inma (Episodis 17/4, 18/5, 21/8 i 23/10 - 25/12)
- Manuel Bravo – Matón de Mendieta (Episodis 20/7 - 25/12)

#### Invitat
- Iker García Soto (Episodi 14/1)
- Lidya Ramírez – Funcionaria de la Pasarela / Enlace DH72 (Episodis 14/1, 23/10 i 26/13)
- Marco Blanquer (Episodis 14/1, 16/3 i 17/4)
- Tony Madigan (Episodis 14/1 i 15/2)
- Anna Wernike (Episodis 14/1 i 15/2)
- Manoli Sierra (Episodi 14/1)
- Pablo Lammers (Episodi 14/1)
- Josep Compte (Episodi 14/1)
- Jaime Valero (Episodi 14/1)
- Víctor Vidal (Episodis 15/2 i 16/3)
- Javier Taboada (Episodis 15/2 i 16/3)
- Víctor Castillo – Andrés Vargas (joven) (Episodis 15/2 i 22/9)
- Gonzalo Hermoso – Óscar Santos (joven) (Episodis 15/2 i 22/9)
- Alejandro Mesa – Sebastián Rey (joven) (Episodis 15/2 i 22/9)
- María Zuheros – Laura Bertrán (joven) (Episodis 15/2 i 22/9)
- Joaquín Mollá (Episodi 16/3)
- Alain Tran (Episodi 16/3)
- Raúl Tejón – Luis (Episodi 17/4)
- Beatriz Lafuente (Episodi 18/5)
- Christian Checa (Episodi 18/5)
- Álvaro Larrán (Episodi 18/5)
- Alicia González Laá – Abogada de Armando (Episodi 19/6)
- Antonio Mayans (Episodi 19/6)
- Ricardo Lacámara (Episodi 19/6)
- Juan Mandi (Episodi 19/6)
- Antonio Malonda (Episodi 19/6)
- Savitri Ceballos (Episodis 19/6 i 20/7)
- Alina Nastase (Episodi 19/6)
- Lesley Grant (Episodi 19/6)
- June Velayos – Sandra (Episodi 20/7)
- Muriel Sánchez (Episodi 20/7)
- Carlos Lorenzo (Episodi 20/7)
- Carlos Seguí (Episodi 20/7)
- Martín Bello (Episodi 21/8)
- Raquel Guerrero (Episodi 21/8)
- Jorge Silvestre (Episodi 22/9)
- Yassmine Othman (Episodi 22/9)
- Annabel Totusaus – Enfermera de Laura (Episodis 23/10 i 25/12)
- Fran Calvo (Episodis 23/10 i 24/11)
- Mon Ceballos – Javier Carrasco "El Carnicero de Medianoche" (Episodis 25/12 i 26/13)
- Paloma Paso Jardiel (Episodis 25/12 i 26/13)
- Carlos Aguillo (Episodi 25/12)
- Ángel Héctor Sánchez (Episodi 25/12)
- Nicolás del Valle (Episodi 25/12)

### Tercera temporada

#### Principal
- Javier Gutiérrez – Manuel Márquez Novoa
- Alejo Sauras – Iago Márquez Loureiro / "El Enlace" DH65 / Santiago Figueroa/Mendieta
- Aitana Sánchez-Gijón – Comisaria Verónica "Vero" Ruiz
- Fele Martínez – Óscar Santos García
- Alfonso Bassave – David Aranda Jiménez
- Jesús Castejón – Sebastián "Sebas" Rey Cobos
- Goizalde Núñez – María Fernández
- Jan Cornet – Subinspector Adrián Villa López
- Laia Manzanares – Carlota / Marta / Enlace DH4
- Irene Rojo – ''Rebeca "Rebe"

Amb la col·laboració especial de
- Anna Castillo – Susana Vargas Bertrán (Episodis 27/1 - 31/5, 34/8, 37/11 i 39/13)
- Cristina Plazas – Laura Bertrán Acuña (Episodis 27/1, 28/2, 30/4 i 39/13)
- Lucía Caraballo – Beatriz "Bea" Vargas Bertrán (Episodis 27/1, 28/2, 30/4, 37/11 i 39/13)
- Roberto Álamo – Andrés Vargas Soto (Episodi 33/7)
- Julia Gutiérrez Caba – Directora de la Pasarela (Episodis 27/1, 29/3, 30/4, 37/11 i 39/13)

#### Recurrent
- Lele Guillén – Alicia Izquierdo
- David Trabuchelli (Episodis 27/1 - 33/7)
- Pablo Alvera – Pablo
- Lydia Ramírez – Funcionaria de la Pasarela / Enlace DH72 (Episodis 30/4, 35/9 i 37/11 - 39/13)
- June Velayos – Sandra (Episodis 32/6 - 39/13)
- Alejandra López – Inma (Episodis 33/7 i 35/9 - 38/12)

#### Invitat
- Elia Corral (Episodi 27/1)
- Stéphanie Magnin (Episodi 27/1)
- Rocío Anker (Episodis 27/1 i 28/2)
- Úrsula Murayama (Episodis 27/1 i 28/2)
- Daniela Estay (Episodis 27/1 i 28/2)
- Jorge Cabrera (Episodi 28/2)
- Javier Laorden (Episodi 28/2)
- Luis Vivanco (Episodi 28/2)
- Candela Serrat – Mónica Conde (Episodis 29/3 - 32/6)
- Carlos de Austria (Episodi 29/3)
- Quique Medina (Episodi 29/3 i 30/4)
- Verónica Ronda (Episodis 29/3, 31/5 i 39/13)
- Mat Cruz (Episodi 29/3)
- Casandra Balbás – Chica del parking (Episodi 29/3)
- Xavi Garrido (Episodi 30/4)
- Tony Lam (Episodis 30/4 i 37/11)
- Marco Blanquer – Teo (Episodis 32/6 - 34/8, 36/10, 38/12 i 39/13)
- Óscar Oliver (Episodi 32/6)
- Héctor Otones (Episodi 32/6)
- Josep Julien – Juan (Episodi 32/6)
- Héctor Meres – Antonio Ortega Monje "Antuán" (Episodis 33/7 - 36/10)
- Pedro Carrillo (Episodi 33/7)
- Nacho Aguirre (Episodi 33/7)
- Iván Sanz (Episodi 34/8)
- Ibai López (Episodi 34/8)
- Fran Berenger (Episodis 34/8 i 35/9)
- Manuel de Andrés (Episodis 34/8 i 36/10)
- Chemi Moreno – Juan Fernando Montero "El Pollo" (Episodi 36/10)
- Lucía Soria (Episodi 36/10)
- Coke Rodríguez (Episodi 36/10)
- Jon Rod (Episodis 37/11 - 39/13)
- Mon Ceballos – Javier Carrasco "El Carnicero de Medianoche" (Episodi 38/12 i 39/13)
- David Elorz (Episodi 38/12)
- Jordi Domènech (Episodis 38/12 i 39/13)
- Víctor Castillo – Andrés Vargas (joven) (Episodi 38/12)
- Gonzalo Hermoso – Óscar Santos (joven) (Episodi 38/12)
- Alejandro Mesa – Sebastián Rey (joven) (Episodi 38/12)
- María Zuheros – Laura Bertrán (joven) (Episodi 38/12)
- Carles Moreu (Episodi 38/12)
- Michael Garvey (Episodi 39/13)
- Jenny Beacraft (Episodi 39/13)
- Antonio García (Episodi 39/13)

## Episodis
| Temporada | Temporada | Episodis | Estrena                | Final                  | Audiència mitjana | Audiència mitjana | Audiència mitjana |
| Temporada | Temporada | Episodis | Estrena                | Final                  | Espectadors       | Quota             |                   |
| --------- | --------- | -------- | ---------------------- | ---------------------- | ----------------- | ----------------- | ----------------- |
|           | 1         | 13       | 7 de setembre de 2017  | 14 de desembre de 2017 | 2 163 000         | 14,1%             |                   |
|           | 2         | 13       | 25 de setembre de 2018 | 17 de desembre de 2018 | 1 769 000         | 11,5%             |                   |
|           | 3         | 13       | 26 de setembre de 2019 | 19 de desembre de 2019 | 1 388 000         | 9,2%              |                   |

## Premis i nominacions
Premis Feroz
| Any  | Categoria                               | Nominats               | Resultat |
| ---- | --------------------------------------- | ---------------------- | -------- |
| 2017 | Millor actor de repartiment d'una sèrie | Alejo Sauras           | Nominat  |
| 2017 | Millor sèrie dramàtica                  | Millor sèrie dramàtica | Nominada |

Fotogramas de Plata
| Any  | Categoria                                 | Nominats                                  | Resultat  |
| ---- | ----------------------------------------- | ----------------------------------------- | --------- |
| 2017 | Millor actor de televisió                 | Alejo Sauras                              | Guanyador |
| 2017 | Millor sèrie espanyola segons els lectors | Millor sèrie espanyola segons els lectors | Nominada  |

Premis Iris
| Any  | Categoria                      | Nominats | Resultat |
| ---- | ------------------------------ | --- | -------- |
| 2018 | Millor ficció                  | Millor ficció | Nominada |
| 2018 | Millor guió                    | Daniel Écija, Jesús Mesas, Guillermo Cisneros, Jon de la Costa, Federico Muñoz, Andrés Martín, Guillermo Clua, Jaime Palacios, Mercedes Cruz i Adriana Rivas | Nominats |
| 2018 | Millor interpretació masculina | Javier Gutiérrez | Nominat  |

Premis MiM Sèries
| Any  | Categoria                               | Nominats | Resultat   |
| ---- | --------------------------------------- | --- | ---------- |
| 2017 | Millor direcció                         | Oriol Ferrer, Jesús Rodrigo, David Molina Alzines i Miguel Alcantud                                                                                          | Nominats   |
| 2017 | Millor guió                             | Daniel Écija, Jesús Mesas, Guillermo Cisneros, Jon de la Costa, Federico Muñoz, Andrés Martín, Guillermo Clua, Jaime Palacios, Mercedes Cruz i Adriana Rivas | Guanyadors |
| 2017 | Millor interpretació femenina de drama  | Anna Castillo | Nominada   |
| 2017 | Millor interpretació masculina de drama | Javier Gutiérrez | Guanyador  |
| 2017 | Millor sèrie dramàtica                  | Millor sèrie dramàtica | Nominada   |
| 2018 | Millor interpretació femenina de drama  | Cristina Plazas | Nominada   |

Premis Ondas
| Any  | Categoria                                   | Nominats         | Resultat  |
| ---- | ------------------------------------------- | ---------------- | --------- |
| 2017 | Millor intèrpret masculí en ficció nacional | Javier Gutiérrez | Guanyador |

Premis Unión de Actores
| Any  | Categoria                              | Nominats         | Resultat |
| ---- | -------------------------------------- | ---------------- | -------- |
| 2018 | Millor actor revelació                 | Mon Ceballos     | Nominat  |
| 2019 | Millor actor protagonista de televisió | Javier Gutiérrez | Nominat  |
| 2019 | Millor actor secundari de televisió    | Alejo Sauras     | Nominat  |

Premis Zapping
| Any  | Categoria    | Nominats     | Resultat  |
| ---- | ------------ | ------------ | --------- |
| 2018 | Millor actor | Alejo Sauras | Guanyador |